# Saurauia muricata
Saurauia muricata är en tvåhjärtbladig växtart som beskrevs av Caspar Georg Carl Reinwardt och De Vriese. Saurauia muricata ingår i släktet Saurauia och familjen Actinidiaceae. Inga underarter finns listade i Catalogue of Life.